# Warren (nome)
Warren  è un nome proprio di persona inglese maschile.

## Varianti in altre lingue
- Hawaiiano: Walena[4]

## Origine e diffusione
Si tratta di una ripresa del cognome inglese Warren, per il quale sono state proposte diverse etimologie:
- Dal normanno warrene, che significa "riserva", "recinto per animali"[1][2]; si trattava di un cognome di origine occupazionale, che indicava in origine una persona che abitava vicino ad una riserva di caccia o che la gestiva[2]
- Dal nome del villaggio di Varenne, in Normandia[1], oggi corrispondente al comune di Bellencombre; il villaggio, che prendeva il nome dal fiume Varenne, un tributario dell'Arques che scorre nella Senna Marittima, diede i natali alla famiglia nobile dei De Warenne[5]
- Dal nome Warin o Guarin (corrispondente all'italiano Guarino), introdotto in Gran Bretagna dai Normanni, a sua volta tratto dal nome della tribù germanica dei Varni[3]; in alcuni casi, Warren può anche rappresentare una continuazione diretta di tale nome[3]

## Onomastico
L'onomastico si festeggia il 1º novembre, festa di Ognissanti, poiché il nome è privo di santo patrono ed è quindi adespota.

## Persone

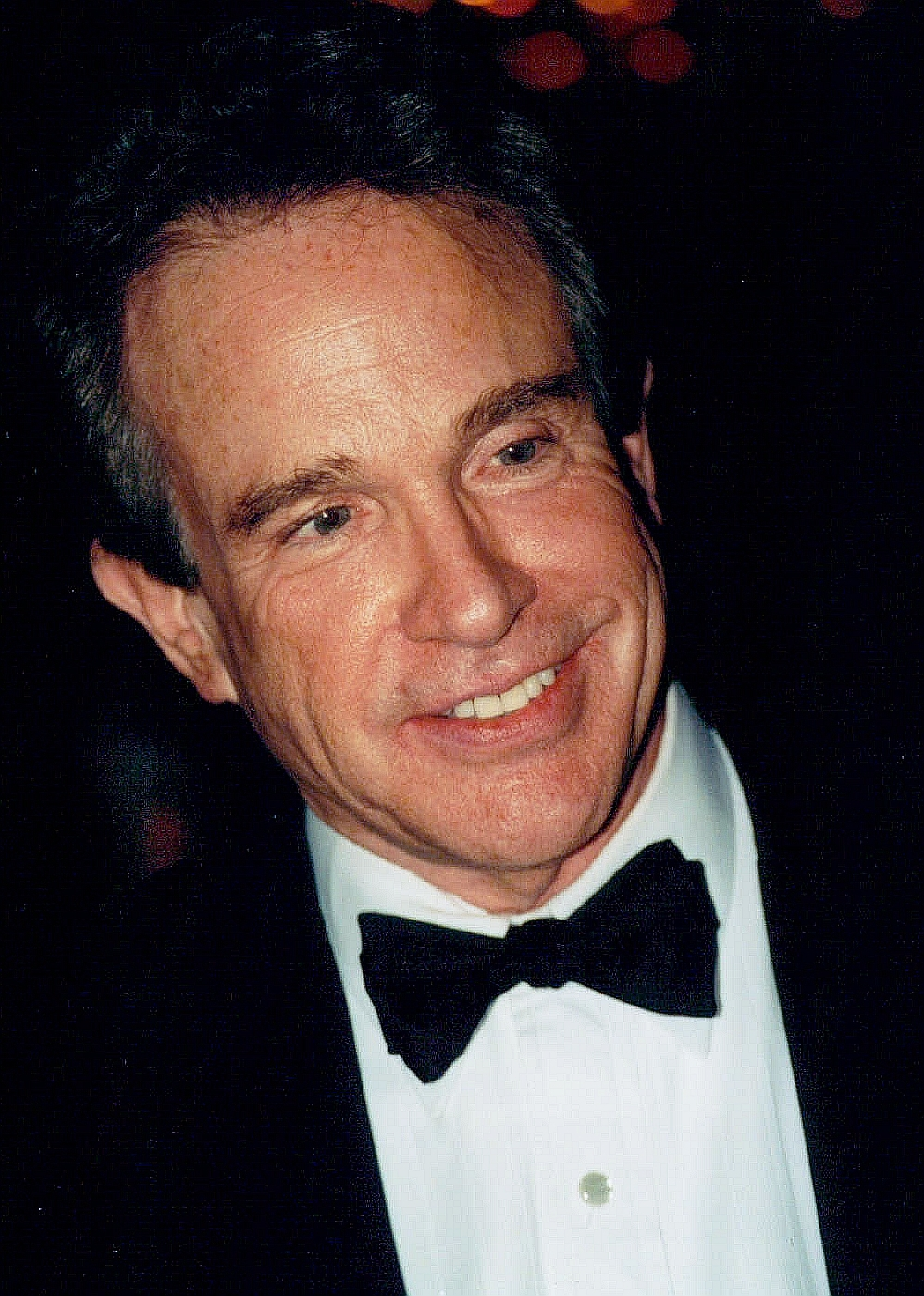
Warren Beatty

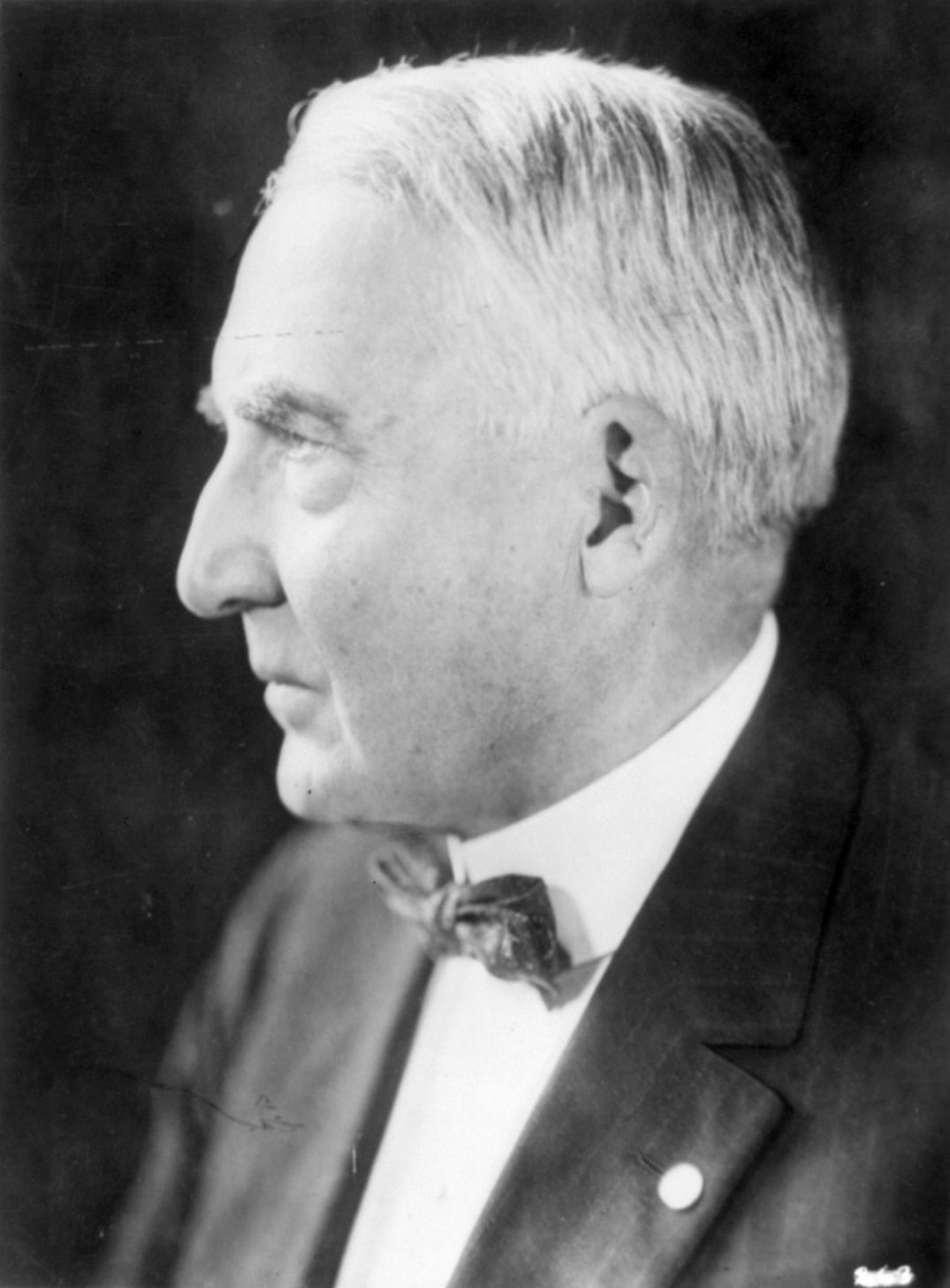
Warren Gamaliel Harding

- Warren Beatty, attore, produttore cinematografico, sceneggiatore e regista statunitense
- Warren Buffett, imprenditore ed economista statunitense
- Warren Earl Burger, politico e giurista statunitense
- Warren Cuccurullo, chitarrista statunitense
- Warren Earp, fratello di Wyatt Earp
- Warren Ellis, fumettista, giornalista e scrittore britannico
- Warren Ellis, musicista e compositore australiano
- Warren G, rapper, beatmaker e produttore discografico statunitense
- Warren Gatland, rugbista a 15 e allenatore di rugby neozelandese
- Warren Gamaliel Harding, politico statunitense
- Warren Hastings, politico britannico
- Warren Kole, attore statunitense
- Warren Moon, giocatore di football americano statunitense
- Warren Sapp, giocatore di football americano statunitense
- Warren Spector, autore di videogiochi e autore di giochi statunitense
- Warren William, attore statunitense
- Warren Zevon, cantautore, chitarrista e pianista statunitense

## Il nome nelle arti
- Warren Mears è un personaggio della serie televisiva Buffy l'ammazzavampiri.
- Warren Weber è un personaggio della serie televisiva Happy Days.
- Warren Worthington III è un personaggio dei fumetti Marvel Comics.